# Iso-polifonia albanese
L'iso-polifonia albanese fa parte della musica tradizionale albanese e, come tale, è stata inclusa dall'UNESCO tra i patrimoni orali e immateriali dell'umanità.
Le regioni d'Albania di Labëria, Myzeqe, Çamëria e d'Epiro possiedono il canto polifonico come parte del proprio patrimonio culturale. Esiste una forma di canto polifonico correlato nel nord dell'Albania e nelle zone albanesi fuori dai confini nazionali: nelle aree di Peshkopi e Malësia in Albania; Kaçanik in Kosovo; Polog, Tetovo, Kičevo e Gostivar nella Macedonia del Nord; nelle aree del sud del Montenegro.
La Labëria è nota soprattutto per il canto multiparte; le canzoni possono avere due, tre, quattro o più diversi cantori. I canti in due parti sono cantate solo da donne. I canti in tre parti possono essere cantate da uomini e donne. I canti in quattro parti sono una specialità della Labëria. I canti in quattro parti sono la forma più complessa del canto polifonico albanese.
L'isopolifonia albanese, dopo la lunga diaspora dal XV al XVIII per l'invasione turco-ottomana, è diffusa anche a carattere sacro, oltre che popolare, tra gli albanesi d'Italia ed è parte del loro patrimonio tradizionale, in modo particolare tra le comunità in Calabria.